# Эхтенки (Комсомольское сельское поселение)
Эхтенки — опустевшая деревня в Котельничском районе Кировской области в составе Комсомольского сельского поселения.

## География
Располагается на расстоянии примерно 19 км по прямой на юго-запад от райцентра города Котельнич.

## История
Была известна с 1873 года как починок Черемиския Веретей или Ахтенки, в котором дворов учтено 3 и жителей 27, в 1905 (деревня Черемисское или Веретей, Эхтенки) 9 и 67, в 1926 (деревня Черемисская или Ехтенки) 15 и 81, в 1950 17 и 52, в 1989 оставалось 3 жителя. Настоящее название утвердилось с 1950 года.

## Население
Постоянное население не было учтено как в 2002 году, так и в 2010.